# 奥莉加·科罗博娃
奥莉加·弗拉基米罗芙娜·科罗博娃（羅馬化：Ol'ga Vladimirovna Korobova；1978年9月15日—）是俄罗斯政治和公众人物。自2021年起，她担任第八届国家杜马代表，并担任国家杜马家庭、妇女和儿童委员会成员。科罗博娃是统一俄罗斯党的成员。

## 制裁
科罗博娃于2022年因俄乌战争而受到英国政府制裁。